# Le Livre d'or de la science-fiction : Theodore Sturgeon
Le Livre d'or de la science-fiction : Theodore Sturgeon est une anthologie de douze nouvelles de science-fiction consacrée à l'œuvre de Theodore Sturgeon, publiée en janvier 1978 en France. Les nouvelles, parues entre 1941 et 1970, ont été rassemblées par Marianne Leconte.
L'anthologie  (ISBN 2-266-01919-8) fait partie de la série Le Livre d'or de la science-fiction, consacrée à de nombreux écrivains célèbres ayant écrit des œuvres de science-fiction.
L'anthologie fait partie de la série francophone Le Livre d'or de la science-fiction, consacrée à de nombreux écrivains célèbres ayant écrit des œuvres de science-fiction. Elle ne correspond pas à un recueil déjà paru aux États-Unis ; il s'agit d'un recueil inédit de nouvelles, édité pour le public francophone, et en particulier les lecteurs français.
L'anthologie a été publiée en janvier 1978 aux éditions Presses Pocket, collection Science-fiction no 5013  (ISBN 2-266-00455-7) ; elle a été rééditée en 1991 dans la collection Le Grand Temple de la S-F avec pour titre Un soupçon d'étrange  (ISBN 2-266-04799-X).
L'image de couverture a été réalisée par Wojtek Siudmak.

## Critiques littéraires concernant l'anthologie
L'anthologie a fait l'objet d'une critique littéraire par Denis Guiot dans la revue française Fiction, n°290, mai 1978,.
Elle a aussi fait l'objet d'une chronique par Jean-P. Berne dans la revue française Futurs (1re série), #1, juin 1978.

## Préface et bibliographie
- Préface de Marianne Leconte :
  - Une vie tourmentée (biographie) : pages 7 à 16.
  - Des fables pathétiques (œuvre) : pages 17 à 36.

- Bibliographie de Theodore Sturgeon : pages 395 à 413[4].

## Liste et résumés des nouvelles

### L'Île des cauchemars
- Titre original : Nightmare Island.
- Publication : 1941.
- Situation dans l'anthologie : pages 37 à 76.
- Résumé : Le gouverneur d'une île dans les Caraïbes raconte à un touriste américain une aventure que le matelot Barry lui a juré avoir vécue. Barry était un matelot alcoolique. Un soir, par le biais d'un subterfuge, un homme le fait embarquer dans un cargo pour un voyage au long cours. Barry continue sa vie d'ivrogne à bord du cargo. Un soir, alors qu'il a encore trop bu, il passe par-dessus bord. Il s'agrippe à un tronc d'arbre et échoue sur une île désolée. Là, le manque d'alcool le fait avoir des accès de delirium tremens. Il croit voir d'étranges créatures ; elles lui parlent. Elles lui demandent comment lui les nomme ; il répond : des « cauchemars ». Ainsi cette île, peuplée des créatures « cauchemars », devient son lieu forcé de résidence. Un soir les créatures lui demandent, en échange de ce qu'il voudra demander, de tuer « le Gros », une grosse créature située au milieu de l'île ; « le Gros » pourchasse les Cauchemars et les dévore. Barry accepte le marché : il les débarrassera du Gros en échange d'alcool à base de noix de coco. Il leur explique comment en fabriquer. Quelques mois après, les Cauchemars lui remettent des centaines de litres d'alcool. Il remplit donc sa part du marché : il s'enivre préalablement puis part à l'attaque du Gros. Il tue « le Gros » à la grande satisfaction des Cauchemars. Mais à la suite du combat, Barry se retrouve sur la plage. C'est alors qu'arrive une vedette des garde-côtes. Ivre mort, Barry est embarqué inconscient et ramené aux États-Unis. Depuis, il raconte à qui veut l’entendre son aventure avec le Gros et les Cauchemars.
- Liens externes : 
  - Notice sur Noosfère
  - Liste des publications de la nouvelle en France selon iSFdb
  - Liste intégrale des publications de la nouvelle selon iSFdb

### Les Ossements
- Titre original : The Bones.
- Publication : 1943.
- Situation dans l'anthologie : pages 77 à 105.
- Remarque : nouvelle cosignée avec « James H. Beard » (pseudonyme de Lester del Rey).
- Résumé :
- Liens externes : 
  - Notice sur Noosfère
  - Liste des publications de la nouvelle en France selon iSFdb
  - Liste intégrale des publications de la nouvelle selon iSFdb

### Largo
- Titre original : Largo.
- Publication : 1947.
- Situation dans l'anthologie : pages 107 à 130.
- Résumé :
- Liens externes : 
  - Notice sur Noosfère
  - Liste des publications de la nouvelle en France selon iSFdb
  - Liste intégrale des publications de la nouvelle selon iSFdb

### Cicatrices
- Titre original : Scars.
- Publication : Mai 1949, dans Zane Grey's Western Magazine.
- Situation dans l'anthologie : pages 133 à 144 (12 pages).
- Remarque : cette nouvelle ne relève ni du fantastique, ni de la fantasy, ni de la science-fiction.
- Résumé : Kellet raconte à Powers, son collègue de travail, une aventure qui lui était arrivée quelques années auparavant. Alors qu'il se rendait à la ville, il avait rencontré, dans une zone semi-désertique, une femme blessée. Il l'avait soignée, nourrie et avait veillé sur elle. Une fois la femme guérie et son devoir accompli, il l'avait quittée et avait continué son chemin. Avait-t-il bien fait ? mal fait ? il ne le saura jamais. Cette aventure fait partie de l'une des cicatrices de sa vie.
- Liens externes : 
  - Notice sur Noosfère
  - Liste des publications de la nouvelle en France selon iSFdb
  - Liste intégrale des publications de la nouvelle selon iSFdb

### Un don particulier
- Titre original : Special Aptitude ou Last Laugh.
- Publication : 1951.
- Situation dans l'anthologie : pages 145 à 171.
- Résumé :
- Liens externes : 
  - Notice sur Noosfère
  - Liste des publications de la nouvelle en France selon iSFdb
  - Liste intégrale des publications de la nouvelle selon iSFdb

### M. Costello, héros
- Titre original : Mr. Costello, hero.
- Publication : 1953.
- Situation dans l'anthologie : pages 173 à 215.
- Résumé :
- Liens externes : 
  - Notice sur Noosfère
  - Liste des publications de la nouvelle en France selon iSFdb
  - Liste intégrale des publications de la nouvelle selon iSFdb

### La Musique
- Titre original : The Music.
- Publication : 1953.
- Situation dans l'anthologie : pages 219 à 221 (micronouvelle de 3 pages).
- Remarques : 
  - nouvelle la plus courte de l’anthologie.
  - cette nouvelle ne relève ni du fantastique, ni de la fantasy, ni de la science-fiction.
- Résumé : Le narrateur explique qu'il entend « sa musique » et qu'elle le réconforte. Il observe un chat, lequel chasse une proie : un rat. Le chat attaque le rat. Puis arrive une infirmière. La « musique » du narrateur le pousse à faire ce qu'il doit faire. La nouvelle se termine par une comparaison. Le chat et le narrateur dévorent chacun leurs proies : le chat, le rat ; le narrateur, l'infirmière.
- Liens externes : 
  - Notice sur Noosfère
  - Liste des publications de la nouvelle en France selon iSFdb
  - Liste intégrale des publications de la nouvelle selon iSFdb

### Parcelle brillante
- Titre original : Bright Segment.
- Publication : 1955.
- Situation dans l'anthologie : pages 223 à 264.
- Résumé :
- Liens externes : 
  - Notice sur Noosfère
  - Liste des publications de la nouvelle en France selon iSFdb
  - Liste intégrale des publications de la nouvelle selon iSFdb

### L'Autre Célia
- Titre original : The Other Celia.
- Publication : 1957.
- Situation dans l'anthologie : pages 265 à 296.
- Résumé :
- Liens externes : 
  - Notice sur Noosfère
  - Liste des publications de la nouvelle en France selon iSFdb
  - Liste intégrale des publications de la nouvelle selon iSFdb

### Un crime pour Llewellyn
- Titre original : A Crime for Llewellyn.
- Publication dans A Touch of Strange, juillet 1958, édition Doubleday.
- Situation dans l'anthologie : pages 297 à 341.
- Remarque : la nouvelle ne relève ni du fantastique, ni de la fantasy, ni de la science-fiction. Elle est divisée en six sections.
- Résumé : Llewellyn (« Lulu »), qui est un homme modeste et peu intelligent, vit en concubinage depuis presque vingt ans avec Ivy Shoots. Ce concubinage, c'est son secret, il a l'impression de « vivre dans le péché », ce qui lui donne l'impression d'être différent des autres hommes et notamment de ses collègues de travail. Un jour, Ivy lui fait une révélation : le seul soir où Lulu s'était enivré, Ivy l'avait amené devant le maire et avait demandé qu'on les marie. Inconscient, Lulu s'était donc retrouvé marié avec Ivy sans le savoir. Ceci est un chamboulement total pour Lulu : désormais, sachant qu'il est marié, il ne « vit plus dans le péché » et rien ne le différencie des autres hommes. Il se détache d'Ivy et prend une petite chambre en ville. Un de ses collègues se fait arrêter pour bigamie, ce qui est un crime fédéral. Lulu décide alors de devenir bigame : il épouse Shelly Fisher, une employée de banque. Quelques semaines après, il est contacté par Ivy : se repentant, elle lui révèle qu'elle a engagé une procédure rapide en annulation du mariage. Elle lui montre une ordonnance judiciaire : le mariage est rétroactivement annulé. Lulu est désarçonné : il n'est plus bigame ! Lulu décide de se venger de Ivy. Il lui fait croire qu'il retourne au bercail et qu'il accepte de recommencer une communauté de vie. Mais dès le premier soir de reprise de vie commune, il fait absorber à Ivy un puissant somnifère. Il quitte l'appartement et revient en pleine nuit, pendant qu'elle dort profondément. Pénétrant dans la chambre à coucher, il appuie de toutes ses forces un oreiller sur le nez de la jeune femme afin de l’asphyxier. Enfin il a commis un véritable crime : il est devenu un assassin. Le lendemain matin, un policier le contacte et lui apprend la mort d'Ivy. Celle-ci est morte en début de soirée pendant son sommeil. Un médecin a constaté la mort. Puis le policier lui annonce que quelqu'un est venu durant la nuit, et alors qu'Ivy était déjà morte, lui avait mis un oreiller sur la tête. Apprenant qu'il avait « loupé » le meurtre d'Ivy, Lulu se désigne comme étant le coupable. Mais le policier ne le croit pas.
- Liens externes : 
  - Notice sur Noosfère
  - Liste des publications de la nouvelle en France selon iSFdb
  - Liste intégrale des publications de la nouvelle selon iSFdb

### La Fille qui savait
- Titre original : The Girl Who Knew What They Meant.
- Publication : 1970.
- Situation dans l'anthologie : pages 345 à 355 (11 pages).
- Remarque : cette nouvelle ne relève ni du fantastique, ni de la fantasy, ni de la science-fiction.
- Résumé : Le narrateur raconte comment, alors qu'il fuyait un truand qui voulait lui faire la peau, il s'était réfugié dans un motel miteux. Il y avait rencontré une jeune femme, avec laquelle il avait eu une liaison sentimentale pendant quelques jours. Il lui avait révélé ses problèmes liés à sa fuite. La jeune femme était allée voir le truand et l'avait tué, non sans recevoir une balle au visage. Sur son lit de mort, elle fait promettre au narrateur de prendre soin de son lévrier afghan. Le narrateur promet. Dès que la jeune femme meurt, il vend le chien et quitte la ville.
- Liens externes : 
  - Notice sur Noosfère
  - Liste des publications de la nouvelle en France selon iSFdb
  - Liste intégrale des publications de la nouvelle selon iSFdb

### Sculpture lente
- Titre original : Slow sculpture.
- Publication : 1971.
- Situation dans l'anthologie : pages 357 à 393.
- Résumé : La nouvelle décrit la rencontre d'une jeune fille et d'un ingénieur exceptionnellement doué, dont l'idéalisme s'est heurté à la société. Le titre « Sculpture lente » se réfère à la culture des bonsaïs, et à une remarque de la jeune fille sur une analogie possible entre les êtres humains et les arbres.